# Schawrow Sch-2
Die Schawrow Sch-2 (russisch Шавров Ш-2, sprich scha-dwa) war ein sowjetisches Mehrzweck-Amphibienflugzeug der 1930er Jahre und die erfolgreichste Entwicklung des Konstrukteurs Wadim Schawrow.

## Entwicklung
Schawrow stützte sich bei der Konstruktion auf das leichte Amphibien-Flugboot Sch-1 von 1929, das er zusammen mit W. Korwin als Angestellter bei Dmitri Grigorowitsch im Werk Nr. 3 „Krasny Lotschik“ ab 1925 entworfen hatte, vergrößerte und verbesserte den neuen Entwurf jedoch. Als typisches Konstruktionsmerkmal eines Schawrow-Flugbootes erhielt der Typ die charakteristischen unteren Stummelflügel mit Stützschwimmern und Fahrwerk. Der Motor war spritzwassersicher am oberen Tragflügel befestigt, welcher wiederum durch Streben mit dem Bootsrumpf verbunden war. Die späteren Produktionsserien besaßen ein geschlossenes Cockpit.
Am 11. November 1930 startete der erste Prototyp zu seinem Erstflug und schloss im Sommer 1931 die Erprobung ab. Anschließend wurde die Serienproduktion im Werk Nr. 31 in Taganrog aufgenommen, wo bis 1934 270 Flugzeuge gebaut wurden. Davon übernahmen die WWS allein 50 und setzten sie an Fliegerschulen ein. Etwa 20 gingen an die Polarluftflotte (russisch Полярная Авиация). Später in den 1930er Jahren entstand im Leningrader Reparaturwerk eine weitere Serie von etwa 50 Sch-2. Ein paar Jahre nach Kriegsende erfolgte 1951/52 in Irkutsk eine weitere Wiederauflage des Modells.
Die Sch-2 erwies sich als sehr robust und diente sowohl im zivilen als auch im militärischen Bereich als Transporter, Schul- und Verbindungsflugzeug, für die Versorgung von Arktis-Basislagern, als Grenzpatrouillen-Flugboot und in der Fischereiaufsicht. Einige Sch-2 dienten als Bordflugzeuge auf Eisbrechern. 14–16 Flugzeuge rüstete man für die Krankenbeförderung mit zwei Tragbahren aus und nannte sie Sch-2S (Санитарная, Sanitarnaja).
Die genaue Zahl der gebauten Flugzeuge ist heute nicht mehr feststellbar; insgesamt sollen zwischen 300 und 700 Exemplare produziert worden sein. Die letzte Sch-2 soll erst 1964 ausgemustert worden sein.
Am 8. November 2018 wurde zum 120-jährigen Geburtsjubiläum Schawrows eine vom Amateurkonstrukteur Alexander Selesnjow gebaute und als Sch-2.017-bis bezeichnete Kopie einer Sch-2 präsentiert. Dieses Flugzeug erhielt einen etwas vergrößerten Rumpf sowie einen neuen Motor. Selesnjow plant eine Serienproduktion der Sch-2.017-bis.

## Technische Daten

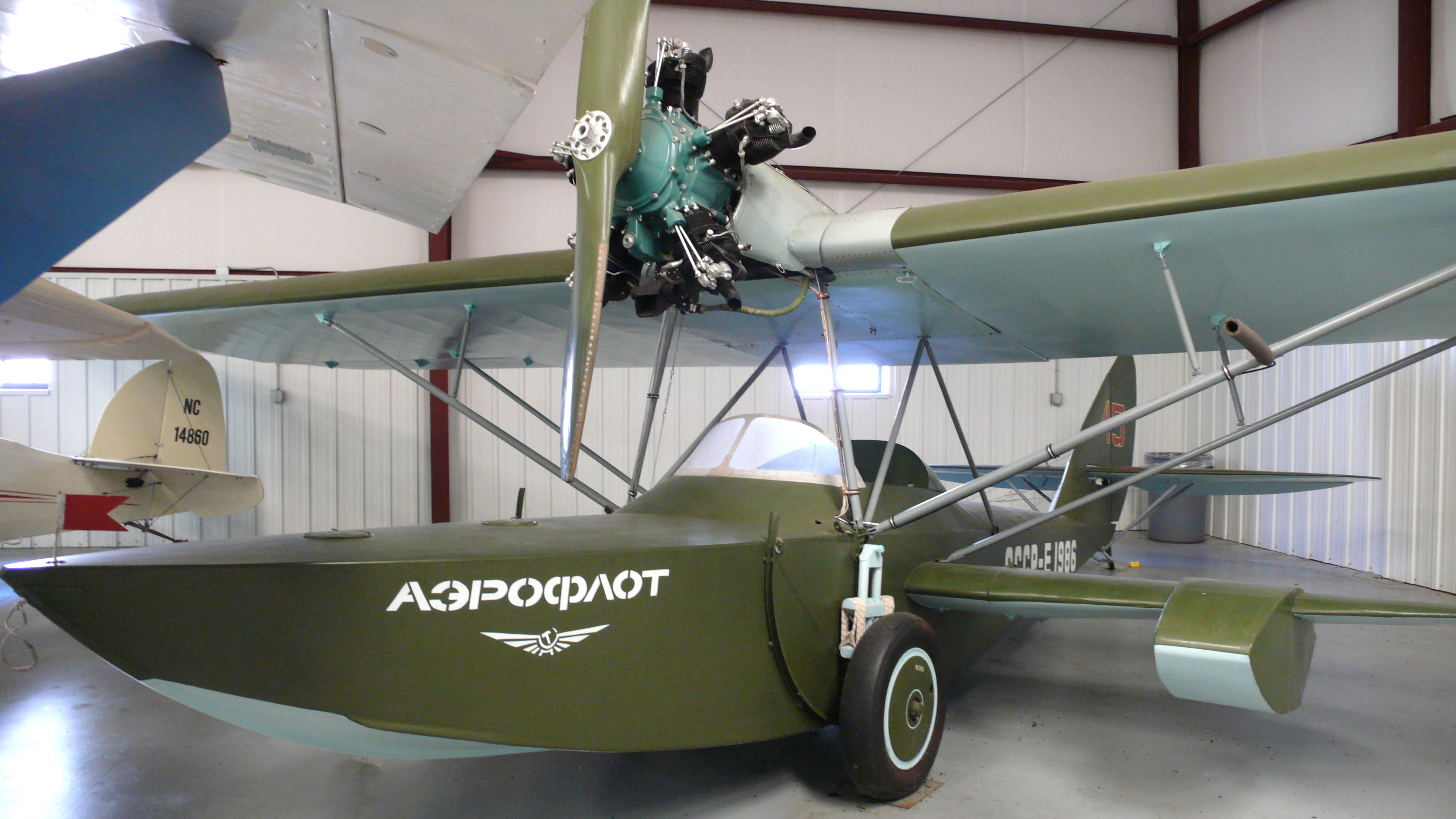
Sch-2 im Historic Aircraft Restoration Museum

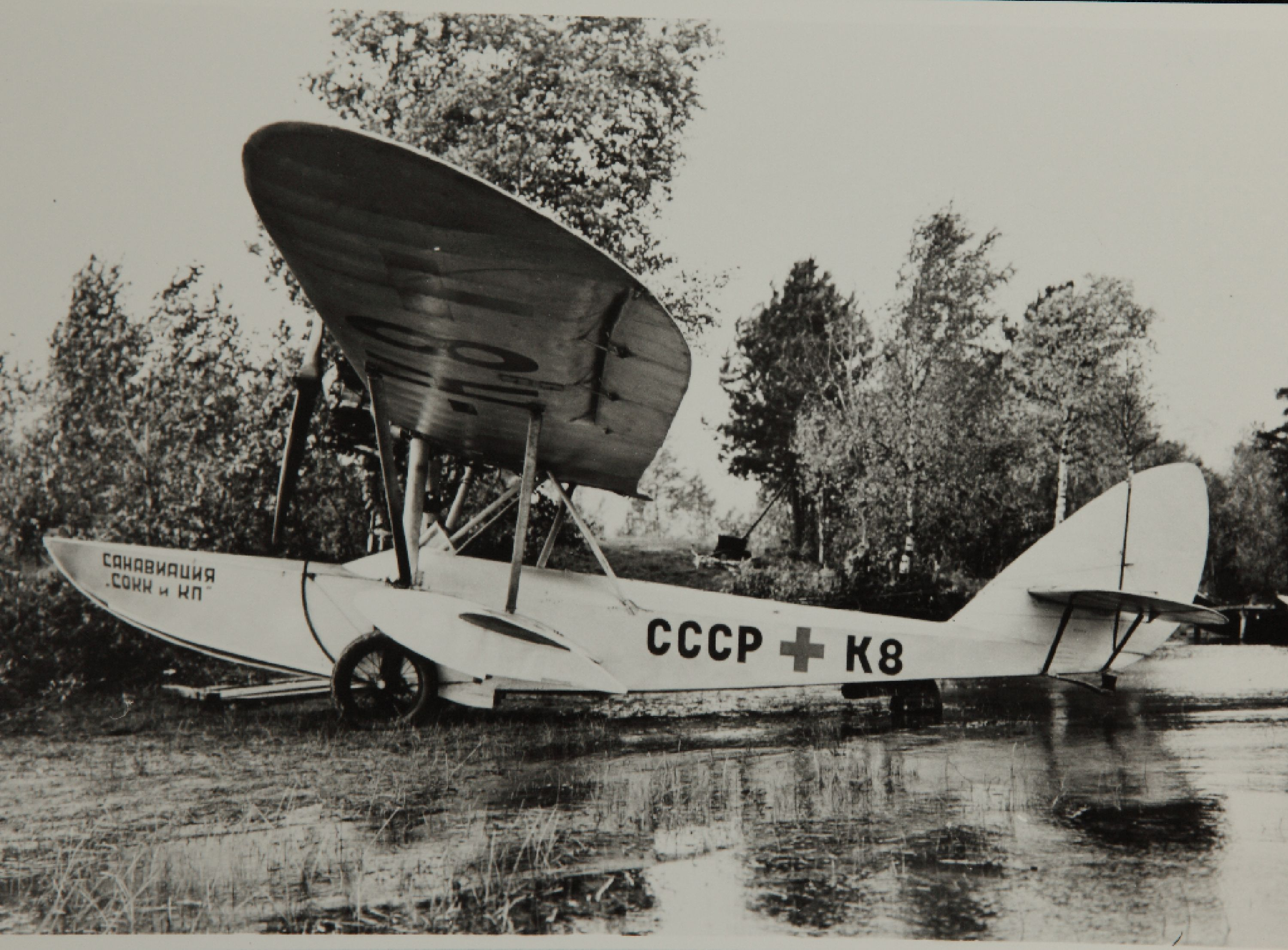
Die Sanitätsversion Sch-2S

| Kenngröße             | Daten                                                                   |
| --------------------- | ----------------------------------------------------------------------- |
| Besatzung/Passagiere  | 1–3                                                                     |
| Länge                 | 8,20 m                                                                  |
| Spannweite            | oben 13,00 m unten 5,40 m                                               |
| Höhe                  | 2,80 m                                                                  |
| Flügelfläche          | 24,70 m²                                                                |
| Leermasse             | 660 kg                                                                  |
| Startmasse            | 937 kg                                                                  |
| Flächenbelastung      | 37,9 kg/m²                                                              |
| Leistungsbelastung    | 9,4 kg/PS                                                               |
| Antrieb               | ein luftgekühlter 5-Zylinder-Sternmotor Schwezow M-11                   |
| Leistung              | 100 PS (74 kW)                                                          |
| Tankvolumen           | 330 l                                                                   |
| Höchstgeschwindigkeit | 139 km/h                                                                |
| Reisegeschwindigkeit  | 120 km/h                                                                |
| Landegeschwindigkeit  | 60 km/h                                                                 |
| Steigzeit             | 8,3 min auf 1000 m Höhe 19,2 min auf 2000 m Höhe 36 min auf 3000 m Höhe |
| Dienstgipfelhöhe      | 3850 m                                                                  |
| Reichweite            | normal 450 km maximal 900 km                                            |
| Flugdauer             | maximal 4 h                                                             |
| Start-/Landestrecke   | 100 m /100 m (auf Land 120 m)                                           |